# Faint
Faint är en nu-metal singel av Linkin Park från deras andra studioalbum Meteora. 
Låten gjordes år 2003 och var den andra som gjordes för albumet Meteora.

## Musikvideo
Musikvideon (regisserad av Mark Romanek och inspelad i centrala LA) innehåller scener av bandet när de spelar framför en publik. Publiken består av medlemmar från LPU. Nästan hela musikvideon filmades bakom bandet när de spelar, det gör att bandet liknar väldigt mycket silhuetter. Därför syns inte bandmedlemmarnas ansikten under i stort sett hela låten, förutom under den sista refrängen. De spelar framför ett sönderfallet hus som är täckt av graffitimålningar, såsom en större version av soldaten som finns på framsidan av albumet Hybrid Theory och några andra Linkin Park symboler. 